# 草帽

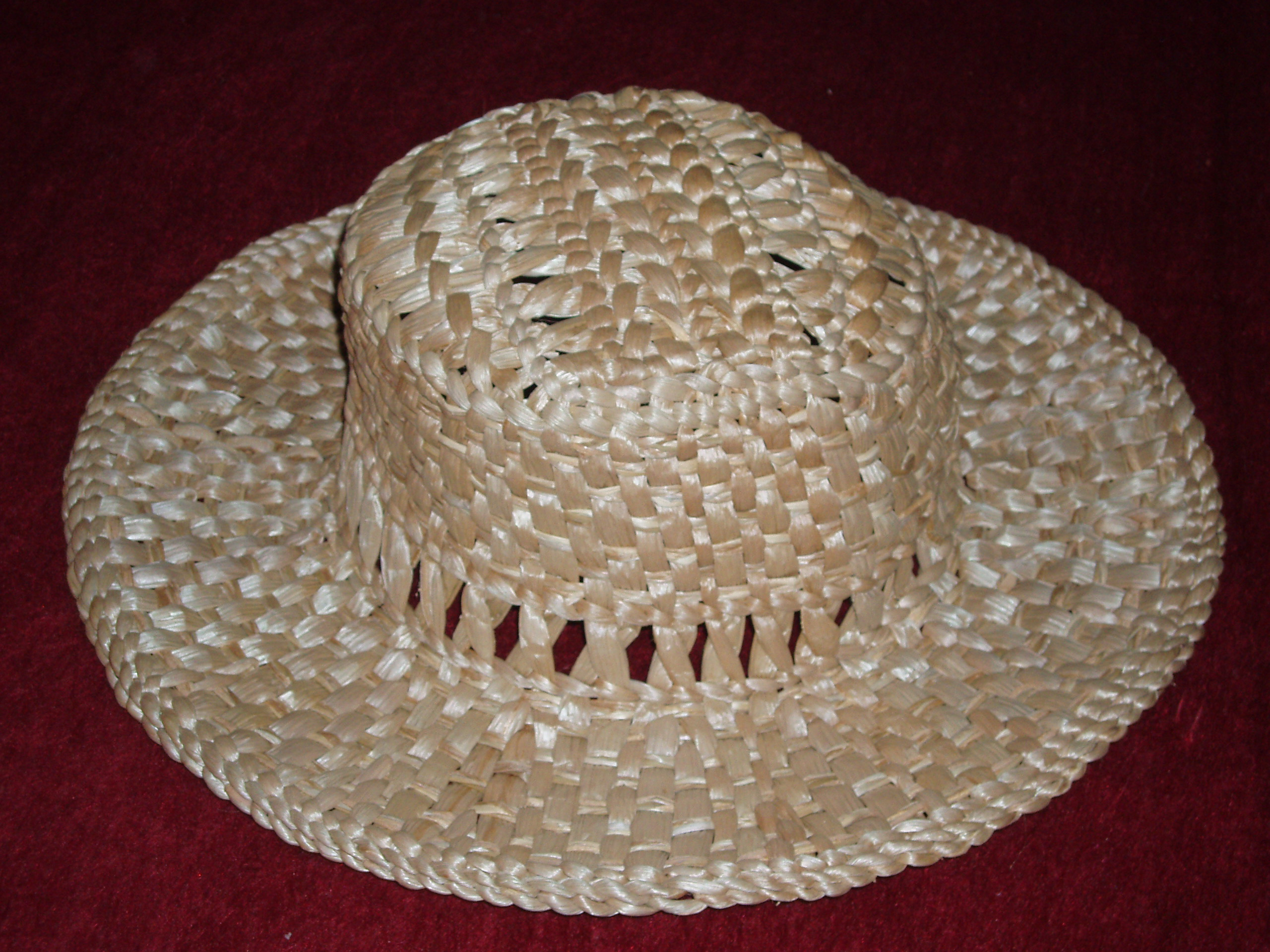
一顶乌克兰族传统草帽

草帽（英語：Straw hat）是一种宽边帽，通常由稻草和芦苇编成。草帽有保护头部、防止中暑等作用，也常出现在时装界。自古以来在亚洲和欧洲运用十分之广。